# 塔班庫盧
塔班庫盧是南非的城鎮，位於該國東部，由東開普省負責管轄，距離芒特弗里爾30公里，面積11.4平方公里，2001年人口2,169，人口密度每平方公里190人。